# Гражданский кодекс Республики Корея
Гражданский кодекс Республики Корея (кор. 대한민국 민법) — кодифицированный закон Республики Корея (Южной Кореи), регулирующий гражданско-правовые отношения.
После установления в 1910 году в Корее японского колониального господства на территории был введен японский Гражданский кодекс 1898 года, основанный на нормах Германского гражданского уложения 1896 года, и в меньшей степени — на нормах французского гражданского права. Однако, вопросы гражданской правоспособности, брачно-семейных и наследственных отношений весь период японской оккупации продолжали регулироваться корейским обычным правом.
Собственный Гражданский кодекс был принят 22 февраля 1958 года (Закон Республики Корея № 471) и вступил в силу с 1 января 1960 года.
Нормы кодекса представляют собой опосредованную рецепцию романо-германского гражданского права. При этом нормы семейного права является одной из немногих отраслей, в которых традиционные корейские нормы преобладают над заимствованиями из западных правовых систем.
К 2010 году кодекс претерпел более десяти редакций, при этом общие положения остались почти неизменными.

## Структура кодекса
Гражданский кодекс Республики Корея состоит из пяти частей:
- Часть первая. Общие положения
- Часть вторая. Вещное право
- Часть третья. Обязательственное право
- Часть четвертая. Семейное право
- Часть пятая. Наследственное право